# Vanellus resplendens
Vanellus resplendens là một loài chim trong họ Charadriidae.